# Practor
Practor  (en llatí plural Practores) van ser uns oficials romans subordinats que recaptaven les multes i pagaments en diners imposades pels magistrats i les corts de justícia que s'havien de pagar a l'estat. També existien a Grècia amb el mateix nom (πράκτορες).
El magistrat que imposava la multa o el pagament (per exemple la devolució d'uns préstec) donava el nom i la quantitat a un practor; aquest feia la gestió de cobrament i si la rebia esborrava el nom del deutor del registre en presència d'alguns membres del senat romà, per controlar que no hi hagués cap esborrat fraudulent- Els practores no tenien acció executiva contra el que no pagava però una vegada transcorregut el termini donat, la quantitat es doblava i el practor ho feia constar així al registre, de manera que per la seva anotació es prenien mesures judicials per confiscar la propietat del morós.